# Riot Act
Riot Act is het zevende studioalbum van de Amerikaanse rockband Pearl Jam en werd op 12 november 2002 uitgebracht. Tezamen met de opvolger Pearl Jam uit 2006 is het een van de meest politiekgeladen albums van de band, dat mede werd veroorzaakt door de ambtstermijn van George W. Bush (2000-2008).
De stijl van het album is divers en is beïnvloed door folk rock, art rock en experimental rock. De teksten gaan onder meer over existentialisme en overlijden, mede vanwege de aanslagen op 11 september 2001 ten tijde van de opnamen, en het overlijden van negen fans tijdens het optreden van Pearl Jam op het Roskilde Festival in 2000.
Riot Act werd over het algemeen positief beoordeeld, maar wordt door veel fans als een van de minst aansprekende albums van Pearl Jam gezien.